# Edmond Gondinet

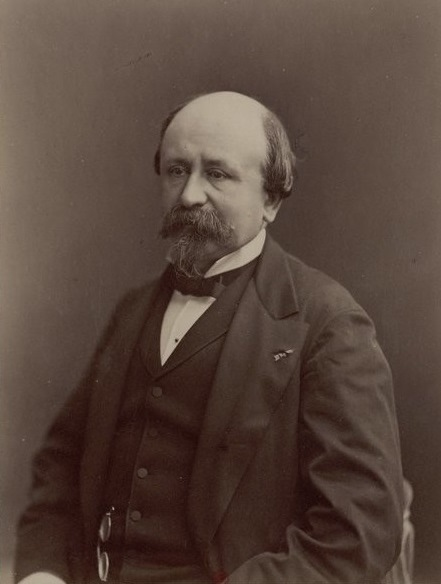
Edmond Gondinet

Pierre Edmond Julien Gondinet (* 7. März 1828 in Laurière, Département Haute-Vienne; † 19. November 1888 in Neuilly-sur-Seine, Département Hauts-de-Seine) war ein französischer Bühnendichter und Librettist.

## Leben und Werk
Gondinet widmete sich anfangs dem Verwaltungsfach, ging aber, nachdem er im Théâtre-Français und im Théâtre du Gymnase Marie Bell mit den Lustspielen Trop curieux (1863), Les Victimes de l'argent (1865) und Les Révoltées (1867) entscheidende Erfolge errungen hatte, ganz zur Bühnendichtung über.
Edmond Gondinet starb am 19. November 1888 in Neuilly-sur-Seine und fand seine letzte Ruhestätte dort auf dem „Cimetière vieux“.

## Rezeption
Gondinets Theaterstücke waren – mehr oder weniger – alle erfolgreich; überdauerten aber auch nie eine Theatersaison. Sein Schwerpunkt lag im Komödiantischen, manchmal auch in der Satire. Seine, dem Patriotismus geschuldeten, Dramen (u. a. „Libres!“) fielen bei der offiziellen Kritik durch.
Er arbeitete u. a. eng mit Eugène Labiche und Alphonse Daudet zusammen, z. B. Le plus heureux des trois (Labiche), L'alouette mit Albert Wolff (1881) u. a., ferner die Operntexte zu den Opern von Léo Delibes Le roi l’a dit und Lakmé.

## Werke (Auswahl)
Theaterstücke
- La Cravate blanche.Paris 1867.[1]
- Comte Jacques. Paris 1868.[2]
- Les grandes demoiselles. Paris 1868.[3]
- Gauvaud, Minard et Cie. Paris 1869.[4]
- Fin courant. Paris 1870 (zusammen mit Albert Wolff)
- Christiane. Paris 1871.[5]
- Panazol. Paris 1872.[6]
- Libres! Paris 1873[7]
- Le homard. Paris 1874.[8]
- Gilberte. Paris 1874 (zusammen mit Raymond Deslandes).[9]
- Le panache. Paris 1875.[10]
- Le professeur pour dames. Paris 1877.[11]
- Les convictions de Papa. Paris 1877.[12]
- Le Club. Comedie en trois actes. Paris 1877 (zusammen mit Félix Cohen)[13]
  - deutsche Übersetzung: Der Klub. Lustspiel in drei Aufzügen. Reclam, Leipzig 1885.
- Les vieilles couches. Paris 1878.[14]
- Les grands enfants. Paris 1880 (zusammen mit Paul de Nargaliers)[15]
- Les Braves gens. Paris 1880 (zusammen mit Pierre Wolff).[16]
- Un voyage d'agrément. Paris 1881 (zusammen mit Alexandre Bisson)[17]
  - deutsche Übersetzung: Eine Vergnügungsreise. Lustspiel in drei Akten. Verlag Eirich, Wien 1881.
- Tête de linotte. Paris 1882 (zusammen mit Théodore Barrière)[18]
  - deutsche Übersetzung: Zerstreut. Lustspiel in drei Aufzügen. Reclam, Leipzig 1893.
- Le baron de Carabasse. Paris 1885 (zusammen mit Émile Bergerat)[19]

Libretti
- Léo Delibes: Le roi l’a dit. Paris 1873.[20]
  - deutsche Übersetzung: Der König hat's gesagt. Komische Oper in drei Akten. Theaterverlag Bloch, Berlin 1874.
- Léo Delibes: Jean de Nivelle. Paris 1880.[21]
  - deutsche Übersetzung: Jean von Nivelle. Oper in drei Akten. Verlag Fürstner, Berlin 1881.
- Léo Delibes: Lakmé. Paris 1883.[22]
  - deutsche Übersetzung: Lakme. Oper in drei Akten. Verlag Fürstner, Berlin 1884.

Ballets
- Raoul Pugno: Viviane. Paris 1886.[23]
  - deutsche Übersetzung: Viviana. Großes romantisches Ballet mit Chören in fünf Akten und neun Bildern. Dreyer, Berlin 1886.